# Бризје
Бризје је насељено мјесто у општини Кисељак, Босна и Херцеговина.

## Становништво
|             | 2013.      | 1991.       | 1981.       | 1971.       | 1961.       |
| Укупно      | 0 (0,000%) | 60 (100,0%) | 47 (100,0%) | 46 (100,0%) | 44 (100,0%) |
| Хрвати      | –          | 58 (96,67%) | 46 (97,87%) | 46 (100,0%) | 44 (100,0%) |
| Југословени | –          | 2 (3,333%)  | –           | –           | –           |
| Остали      | –          | –           | 1 (2,128%)  | –           | –           |